# Anekdote aus dem letzten preußischen Kriege

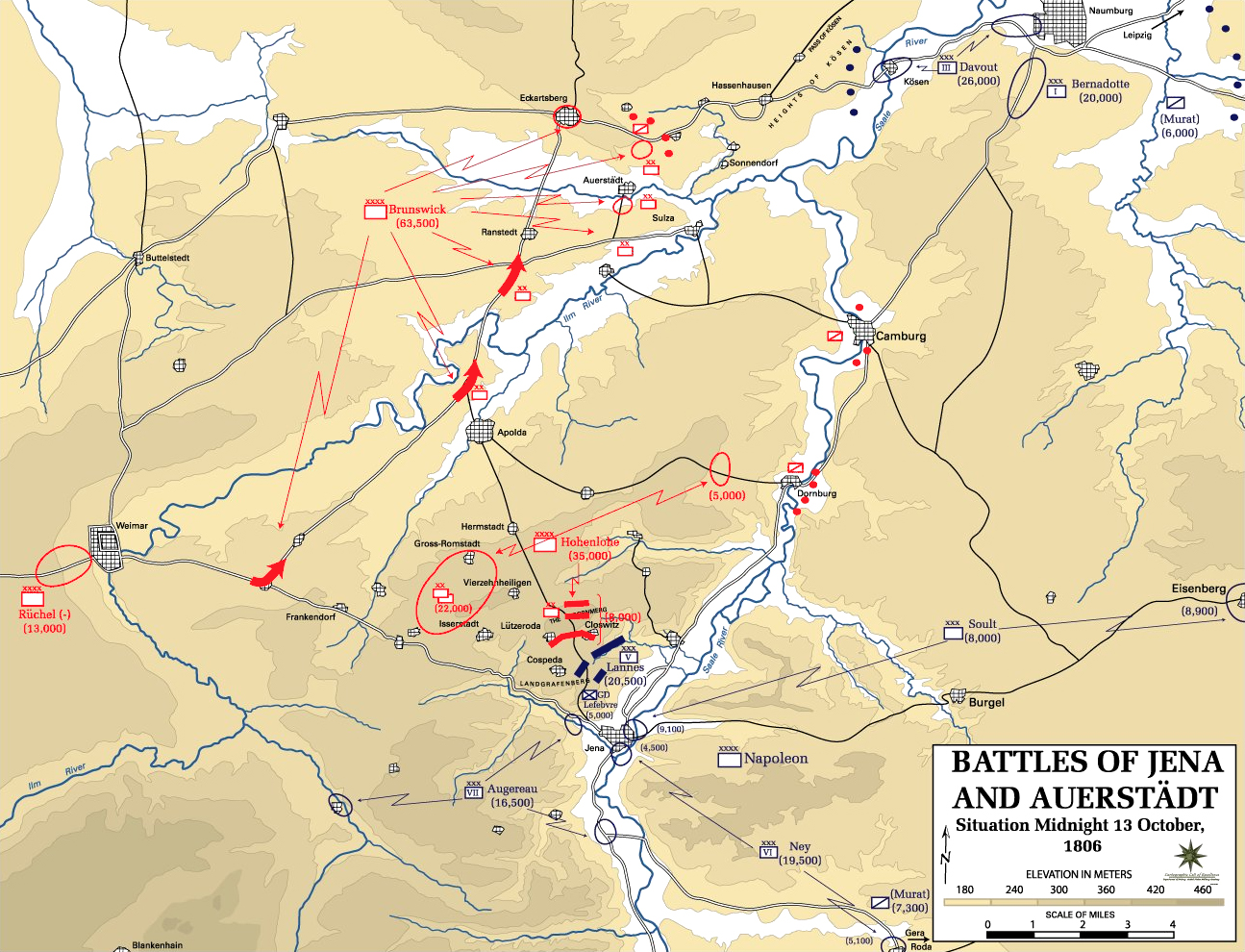
Schlacht bei Jena und Auerstedt

Die Anekdote aus dem letzten preußischen Kriege ist eine Anekdote von Heinrich von Kleist.
Der Text erschien erstmals in der von Kleist selbst gegründeten und hauptsächlich allein bearbeiteten Zeitschrift „Berliner Abendblätter“ im 6. Blatt vom 6. Oktober 1810.
Mit dem letzten preußischen Krieg ist die Niederlage der Preußen gegen Napoleon im Jahr 1806 gemeint, im engeren Sinne die Schlacht bei Jena und Auerstedt.

## Inhalt
Den Inhalt umreißt bereits die berühmte, nur aus dem ersten Satz bestehende Exposition: „In einem bei Jena liegenden Dorf, erzählte mir, auf einer Reise nach Frankfurt, der Gastwirt, dass sich mehrere Stunden nach der Schlacht, um die Zeit, da das Dorf schon ganz von der Armee des Prinzen von Hohenlohe verlassen und von Franzosen, die es für besetzt gehalten, umringt gewesen wäre, ein einzelner preußischer Reiter darin gezeigt hätte; und versicherte mir, dass wenn alle Soldaten, die an diesem Tage mitgefochten, so tapfer gewesen wären, wie dieser, die Franzosen hätten geschlagen werden müssen, wären sie auch noch dreimal stärker gewesen, als sie in der Tat waren.“
Es folgen, in den Worten des Wirtes, die näheren Umstände und Ereignisse, welche die Tapferkeit des Reiters beweisen: Er habe, obwohl von den eigenen Truppen abgeschnitten, in aller Ruhe Pause gemacht und Schnaps getrunken, auch noch eine Pfeife geraucht und schließlich, als er von drei Franzosen angegriffen wurde, diese niedergehauen und ihre Pferde entführt.

## Ausgaben
- Heinrich von Kleist: Sämtliche Werke. Hrsg. von Roland Reuß und Peter Staengle. Brandenburger Ausgabe. Band I, Seite 34